# ريموند إدوارد براون
ريموند إدوارد براون (باللاتينية Raymond Edward Brown) قس كاثوليكي أمريكي وعالم كتاب اختص في 'الجماعة اليوحنوية' المفترضة والتي قال إنها ساهمت بتأليف إنجيل يوحنا. كتب عدة دراسات مهمة عن حياة وموت يسوع. كان أستاذا فخريا في معهد ديني بروتستانتي حيث درّس فيه 23 سنة.
وهو شخصية جدلية عند الكاثوليكيين التقليديين لأنهم ادعوا أنه رفض عصمة كل الكتاب المقدس وأنه شكك في الدقة التاريخية لعدة بنود من الإيمان الكاثوليكي. اعتبر شخص وسط في الدراسات الكتابية حيث عارض الحرفية الموجودة عند عدة مسيحيين أصوليين ولم يذهب بعيدا باستنتاجاته كما فعل آخرون.

## كتبه
له 25 كتابا في الدراسات الكتابية منها
- The Sensus Plenior of Sacred Scripture, Baltimore: St. Mary's University, 1955: His dissertation in Partial fulfillment of his Doctor of Sacred Theology
- Birth of the Messiah 1998, with a reappraisal of the الأناجيل المنتحلةs
- Death of the Messiah
- New Jerome Biblical Commentary, (editor), 1990
- Mary and the New Testament
- Peter in the New Testament
- The Community of the Beloved Disciple, New York: Paulist Press, 1979
- "The Gospel According to John", in Anchor Bible, 1966 and 1970
- The Critical Meaning of the Bible, New York: Paulist Press, 1981
- Responses to 101 Questions on the Bible, New York: Paulist Press, 1991, ISBN 0-8091-4251-1
- An Introduction to the New Testament, 1996

## مواقع خارجية
- Raymond E Brown نسخة محفوظة 24 سبتمبر 2008 على موقع واي باك مشين.
- Biblical Theology Bulletin  obituary notice
- A Wayward Turn in Biblical Theory Msgr. George A. Kelly, (1999). Critical of Brown and of the academic viewpoint he represented.